# تشارلز باركر (سياسي)
تشارلز باركر (بالإنجليزية: Charles Parker)‏ هو سياسي نيوزلندي، ولد في 4 مارس 1809، وتوفي في 29 يونيو 1898. انتخب عضو مجلس النواب النيوزيلندي.